# Deutsche Botschaft Bandar Seri Begawan
Die Deutsche Botschaft Bandar Seri Begawan ist die diplomatische Vertretung der Bundesrepublik Deutschland in Brunei Darussalam.

## Lage und Gebäude

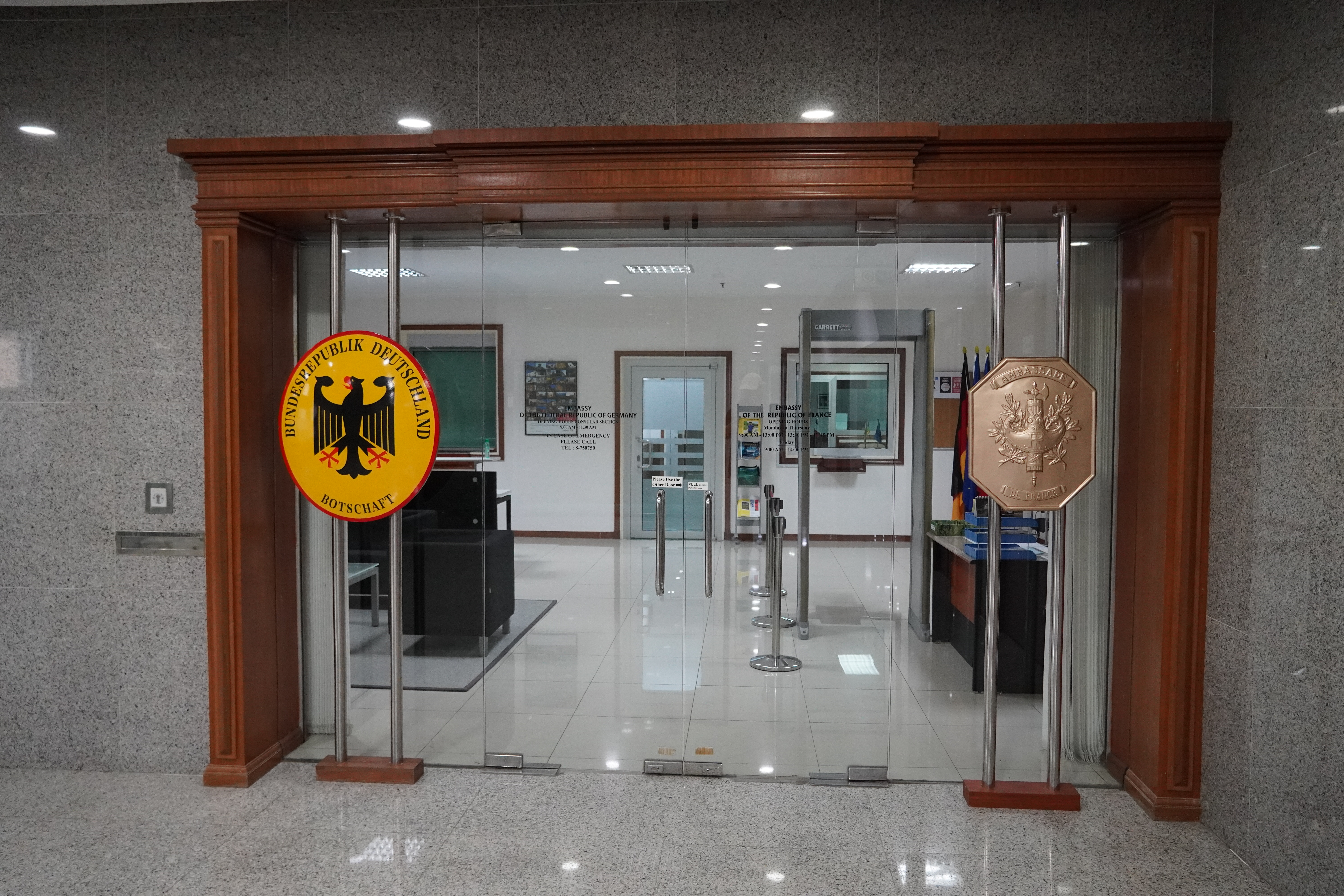
Der Eingang der Deutschen und Französischen Botschaft

Die Kanzlei der Botschaft liegt in dem großen, dreiteiligen Geschäfts- und Bürogebäude Yayasan Complex im Zentrum der bruneiischen Hauptstadt Bandar Seri Begawan. Die Straßenadresse lautet: Unit 2.01, Block A, 2nd Floor, Complex Yayasan Sultan Haji Hassanal Bolkiah, Jalan Pretty, Bandar Seri Begawan BS 8711.
Die Deutsche Botschaft teilt sich die Räume mit der Französischen Botschaft.
Der Fluss Brunei liegt in unmittelbarer Nähe; zur Küste des Südchinesischen Meeres sind es 16 km. Das 1,7 km entfernte Außenministerium ist schnell zu erreichen. Zum 8 km nördlich gelegenen Flughafen Brunei International ist eine Fahrtzeit von gut 10 Minuten anzusetzen.

## Auftrag und Organisation
Die Deutsche Botschaft Bandar Seri Begawan hat den Auftrag, die Bruneiisch-deutschen Beziehungen zu pflegen, die deutschen Interessen gegenüber der Regierung Bruneis zu vertreten und die Bundesregierung über Entwicklungen in Brunei zu unterrichten.
Es werden die Sachgebiete Politik, Wirtschaft, Kultur und Bildung bearbeitet. Die Botschaft nimmt Rechts- und Konsularaufgaben nur eingeschränkt wahr. Sie erteilt keine Visa; die Botschaft Kuala Lumpur unterstützt in diesen Bereichen. Es besteht eine telefonische Rufbereitschaft für konsularische Notfälle deutscher Staatsangehöriger außerhalb der Dienstzeit.

## Geschichte
Brunei wurde am 1. Januar 1984 vom Vereinigten Königreich unabhängig. Die Deutsche Botschaft Bandar Seri Begawan wurde am 14. März 1985 gegründet und offiziell am 3. Juli 1985 von Hans-Dietrich Genscher und dem bruneiischen Außenminister Mohammed Bolkiah eröffnet.